# Bijou de peau

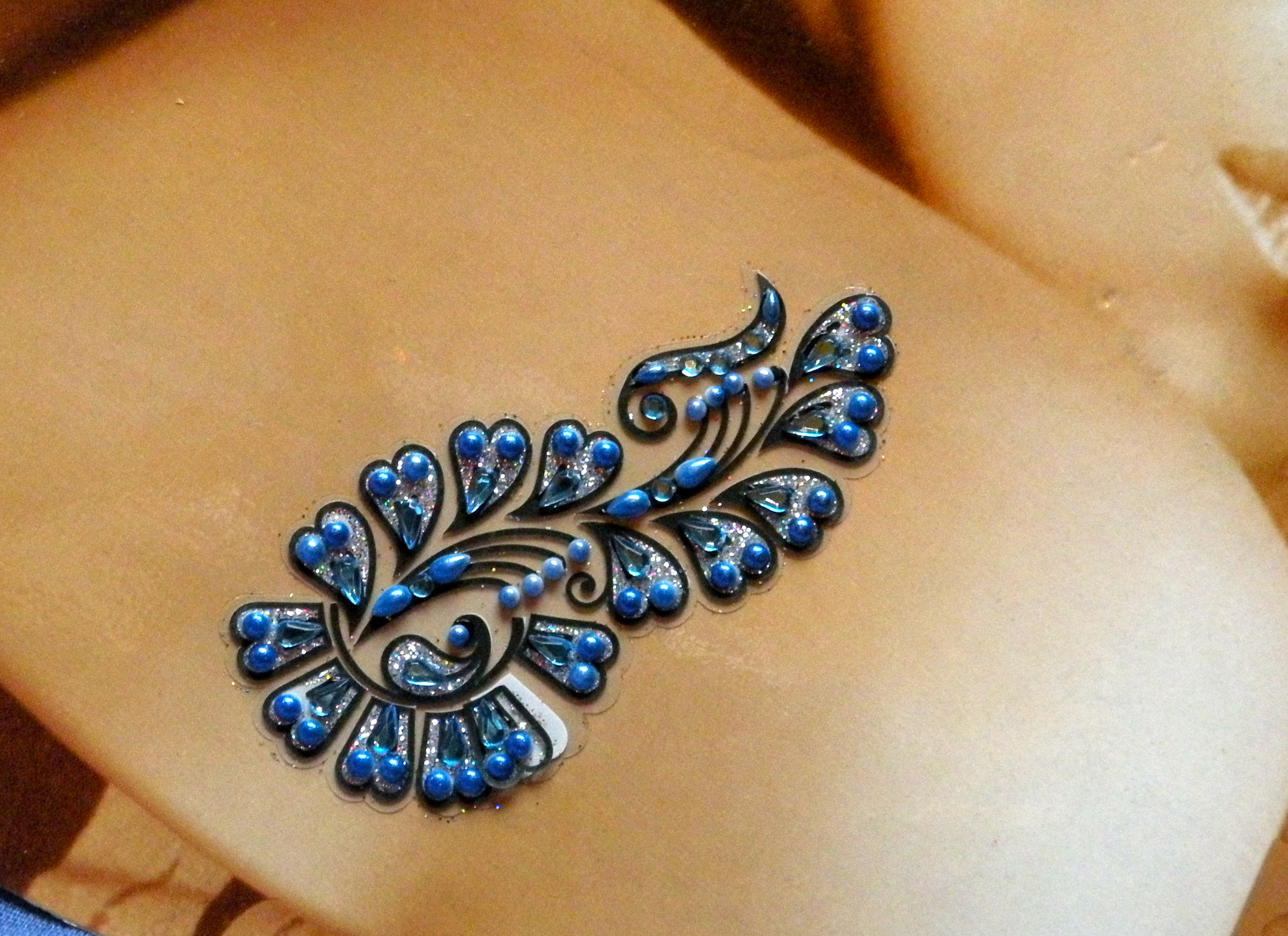

Le bijou de peau est un accessoire de mode se collant sur la peau et ce sur toutes les parties du corps généralement en dehors des articulations. Le bijou de peau peut être un ou plusieurs petits cristaux à coller en fonction de ses envies mais il peut être aussi un dessin réalisé sur un adhésif dermatologique ce qui en fait un proche parent des Bindis indiens et du tatouage au henné. Mais avec l’avantage de la facilité d’utilisation, le temps de pose et souvent sa réutilisation possible. Il est conçu généralement avec des paillettes, du cristal, des perles ou de la dentelle. Souvent utilisé dans la haute couture et les créateurs Haut de gamme. Les premiers bijoux de peau sont apparus en France en 1999.
Devenus très en vogue dans les années 2010 de nombreuses maisons comme Chanel, Marbella Paris, Urban Decay ou Jacques Blanc qui collent des feuilles d’or sur la peau.